# Brigada de negro
«Brigada de negro» es la segunda pista del álbum La voz de los '80 (1984) del grupo chileno Los Prisioneros.
Una versión regrabada aparece en el álbum recopilatorio de 1988 Los Prisioneros (también llamado Verde y amarillo o El cassette verde), el cual fue editado sólo en vinilo y casete para países como Perú y Colombia.

## Canción
Este tema, una suerte de «anticanción de fiesta», muestra la clara influencia de The Clash sobre la banda. La letra es un reflejo de las kermesses y fiestas a las que solían asistir los miembros de la banda en su adolescencia con la esperanza de conocer chicas. Sin embargo, en lugar de socializar, se limitaban a observar y criticar a los demás asistentes debido al desprecio que sentían por la música disco en ese entonces, y cuando por fin se decidían a bailar, ya era tarde.
La canción fue interpretada en vivo en los conciertos de Los Prisioneros en el Estadio Nacional en 2001, y en el último concierto solista de Jorge González en la Cumbre del Rock Chileno, en 2017.

## Inspiración
En una entrevista de 2001, que circuló en el sitio web de la banda, Jorge González dijo: 

«(...) estaba pensada para discotheque y fue la primera canción rara que salió de Los Prisioneros. Era rara porque tenía una historia. Hice un demo yo solo y cuando la cantaba pensaba en Miguel Bosé para que la voz me saliera tan baja. Él me había influenciado a partir de canciones como "Horizonte de las estrellas", que tenía una onda New Wave.

(...) La letra de "Brigada de negro" se explica a sí misma, nada más. Cuando escribo una letra yo me inspiro no más. No pienso a qué voy o no a apuntar o que reacción voy a conseguir. "Brigada de negro" no tenía idea para donde iba.

La música la hice en un piano, pensando en el tema "Johnny Can't Read", de Don Henley, el viejo de Los Eagles.»